# Columbia Accident Investigation Board

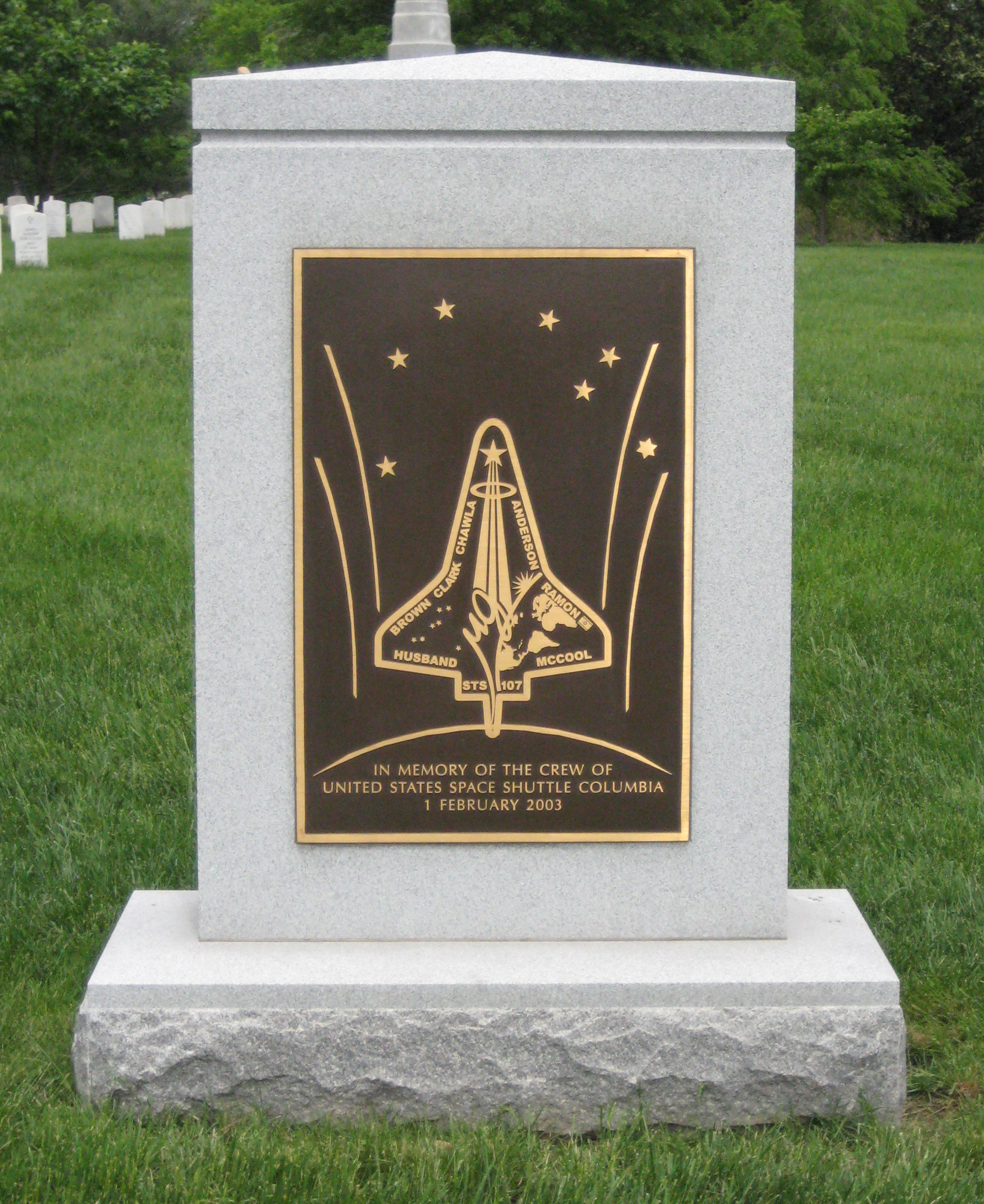
Mémorial Columbia au cimetière national d'Arlington.

Le Columbia Accident Investigation Board, ou CAIB (en français : Commission d'enquête sur l'accident de Columbia), était un groupe de personnes convoqué par la NASA pour enquêter sur les causes de la perte de la navette spatiale Columbia lors de sa rentrée atmosphérique au cours de la mission STS-107, le 1er février 2003.
Le groupe d'enquêteurs a déterminé que l'accident a été causé par des morceaux de mousse isolante s'étant détachés du réservoir externe, qui ont formé des débris et ont percuté l'aile de l'orbiteur. Il a également été pointé du doigt le fait que les « pluies de débris » étaient un problème bien connu mais considéré comme « acceptable » par les dirigeants de la NASA. Le comité a également recommandé que des changements soient effectués pour augmenter la sécurité des vols de navettes ultérieurs.
Le rapport final du CAIB a été publié le 26 août 2003.

## Découvertes majeures
La commission a déterminé la cause physique directe de l'accident, mais également ce qu'elle désigne comme étant les « causes organisationnelles ».

### Cause directe de l'accident
82 secondes après le lancement, un gros morceau de matériau isolant en mousse, la « rampe de mousse gauche du bipied », s'est séparé du réservoir externe et a percuté le bord d'attaque de l'aile gauche de la navette, endommageant les panneaux en carbone du bouclier thermique protégeant la structure de la navette.

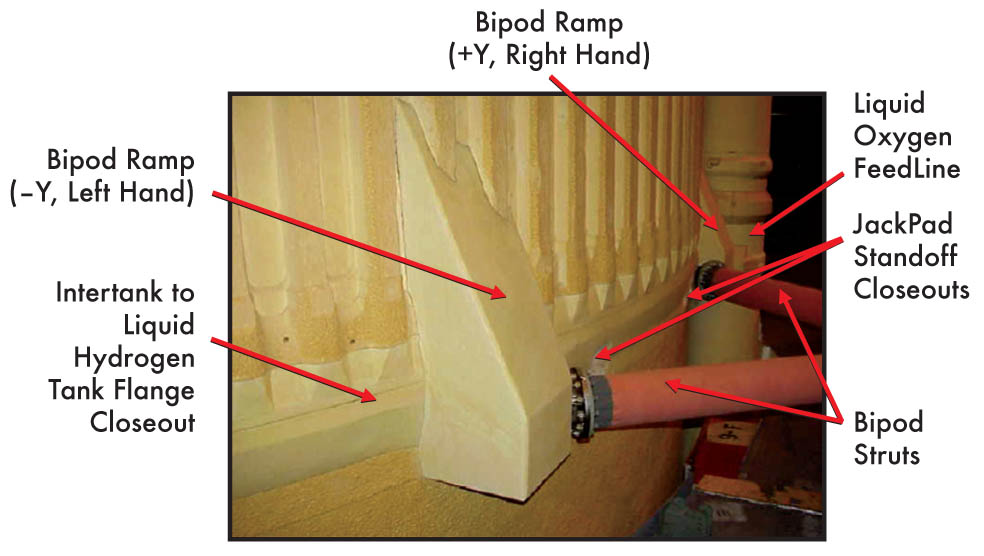
Photo en gros plan de la rampe de mousse gauche du bipied du réservoir externe.

Pendant la rentrée atmosphérique, le trou laissé dans le bouclier a permis au plasma extrêmement chaud de pénétrer à l'intérieur de l'aile et de faire fondre sa structure, ce qui a mené à la destruction de la navette. Il s'agissait du septième cas connu d'un bloc de mousse de cette zone particulière du réservoir externe se séparant pendant le lancement, soit environ 10 % des 72 lancements ayant été suivis par des systèmes d'imagerie

### Cause organisationnelle de l'accident
Le problème des débris se détachant du réservoir externe pendant les lancements était bien connu de la NASA, et avait causé des dommages à la navette sur tous les vols précédents. La plupart du temps — mais pas toujours —, les dégâts étaient mineurs. Avec le temps, les gestionnaires du programme des navettes ont pris confiance et ont fini par estimer que ces événements étaient un risque acceptable. La NASA a décidé que cela ne nécessitait pas une sortie extravéhiculaire (EVA) supplémentaire pour inspection visuelle, pensant que l'impact de mousse ne serait rien de plus grave qu'une voiture percutant un bloc de polystyrène sur une autoroute.

## Recommandations émises par le comité
Le comité a émis 29 recommandations spécifiques à la NASA pour améliorer la sécurité des vols ultérieurs de la navette spatiale. Elles incluent :
- La mousse du réservoir externe ne devrait pas se détacher de celui-ci ;
- De meilleures inspections pré-vol ;
- Améliorer la qualité des images prises de la navette spatiale pendant son décollage et sa montée vers l'orbite ;
- Tous les composants de la navette devraient être re-certifiés à l'année 2010 ;
- Établir une autorité d'ingénierie technique (Technical Engineering Authority) indépendante, qui serait responsable pour les nécessités techniques, les dérogations, et établirait une approche disciplinée et systématique pour l'identification, l'analyse et le contrôle des dangers pendant toute la durée de vie du programme de la navette spatiale.

Seules deux missions supplémentaires de la navette ont été autorisées avant l'implémentation de ces recommandations.

## Le programme de la navette spatiale avec le rapport du CAIB
Après la publication du rapport du CAIB, la NASA a implémenté toutes les modifications recommandées et a lancé sa première mission post-Columbia (STS-114) en 2005. En réponse aux recommandations du CAIB, la navette a emporté un mât d'inspection de 50 pieds (15,24 mètres) attaché au bras robotisé, qui a été utilisé dans les 24 heures après le lancement pour effectuer une vérification des dégâts sur l'orbiteur. Comme toutes les missions post-Columbia (sauf une) étaient focalisées sur la Station spatiale internationale (ISS), essentiellement afin de procurer aux astronautes un « refuge de secours » si l'un des orbiteurs était endommagé au-delà du réparable par les méthodes classiques, la NASA a mis en place un programme de missions imprévues STS-3xx, qui prévoyait de lancer une navette de secours en réponse rapide, de manière similaire aux missions Skylab Rescue qui avaient été prévues pendant le programme Skylab.
La NASA a mis à la retraite sa flotte de navettes spatiales le 21 juillet 2011, après avoir terminé l'assemblage de l'ISS et avoir effectué le dernier vol de la navette Atlantis (STS-135). Orion, le remplaçant de la navette, devait consister en un vaisseau de type Apollo lancé au sommet d'une fusée Ares I, qui pouvait utiliser un des boosters de la navette spatiale comme premier étage. Orion n'aurait pas été exposé aux dangers d'un joint inter-segments défaillant (en raison de la présence d'une tour de sauvetage) ou de détachements de mousse isolante (car le vaisseau serait lancé dans une configuration empilée). En plus de convoyer des équipages vers l'ISS, le vaisseau Orion, dans le cadre du programme Constellation, aurait permis à la NASA de retourner sur la Lune.
Le président Barack Obama a signé le NASA Authorization Act 2010 le 11 octobre, qui a officiellement mis un terme au programme Constellation, le remplaçant par les programmes Space Launch System (SLS) et Multi-Purpose Crew Vehicle (MPCV), permettant d'effectuer des missions habitées d'exploration au-delà de l'orbite terrestre basse.

## Membres du comité
Chef du comité :
- Admiral Hal Gehman (en), United States Navy.

Membres du comité :
- Rear Admiral Stephen Turcotte (en), Commandant, Naval Safety Center ;
- Maj. General John Barry, directeur, Plans et programmes, quartiers généraux de l'Air Force Materiel Command ;
- Maj. General Kenneth W. Hess, commandant, Air Force Safety Center (en) ;
- Dr. James N. Hallock (en), chef, Aviation Safety Division, département des Transports des États-Unis, Volpe Center ;
- Mr. Steven B. Wallace, directeur des enquêtes sur les accidents, Federal Aviation Administration ;
- Brig. General Duane Deal, commandant, 21st Space Wing, United States Air Force ;
- Mr. Scott Hubbard, directeur, NASA Ames Research Center ;
- Mr. Roger E. Tetrault, ancien président, McDermott International (en) ;
- Dr Sheila E. Widnall, professeur en aéronautique, astronautique et systèmes d'ingénierie, MIT ;
- Dr Douglas D. Osheroff, professeur en physique et physique appliquée , université Stanford ;
- Dr Sally Ride, professeur en science spatiale, université de Californie à San Diego ;
- Dr John Logsdon, directeur du Space Policy Institute, université George-Washington.

Soutien au comité :
- Membre Ex-Officio  : Lt. Col. Michael J. Bloomfield, Astronaute de la NASA ;
- Secrétaire exécutif : Mr. Theron M. Bradley, Jr., chef ingénieur de la NASA.

Liste partielle des enquêteurs supplémentaires et du groupe de soutien du CAIB :
- Col. Timothy Bair
- Col. Jack Anthony
- Dr James P. Bagian
- Lt. Col. Richard J. Burgess
- Thomas L. Carter
- Dr Dwayne A. Day (en)
- Major Tracy Dillinger
- Thomas L. Foster
- CDR Mike Francis
- Howard E. Goldstein
- Lt. Col Patrick A. Goodman
- Lt. Matthew E. Granger
- Ronald K. Gress
- Thomas Haueter
- Dr Daniel Heimerdinger
- Dennis R. Jenkins
- Christopher Kirchhoff
- Dr Gregory T. A. Kovacs
- John F. Lehman
- Jim Mosquera
- Gary Olson
- Gregory Phillips
- David B. Pye
- Lester A. Reingold
- Donald J. Rigali
- Dr James. W. Smiley
- G. Mark Tanner
- Lt. Col. Wade J. Thompson
- Dr Edward Tufte[6]
- Bob Vallaster
- Dr Diane Vaughan, sociologue
- Lt. Col. Donald J. White
- Dr Paul D. Wilde
- LCDR Johnny R. Wolfe Jr.
- Richard W. Russell
- Mr. Daniel W. Haros
- Dr Robert E. Green, Jr.
- Dr Stuart E. Rogers
- Dr Reynaldo J. Gomez
- Michael J. Aftosmis